# Провинциальная администрация Пхукета
Провинциальная администрация Пхукета (ПАП) (тайск. ปลัดองค์การบริหารส่วนจังหวัดภูเก็ต, англ. Phuket Provincial Administrative Organization (PPAO)) — правительственный орган, являющийся частью местного самоуправления провинции Пхукет.

## Расположение
5 Narisara Road, Talad Yai, Muang, Phuket 83000

## Структура[3]

### Законодательная власть
- Председатель Совета (Теера Цзя, นายธีระ เจี่ยสกุล)
- 2 заместителя (Прасан Пратип На Таланг,นายประสาน ประทีป ณ ถลาง и Сакди Чаовай, นายศักดิ์ชาย เชาวน์ไวย)
- 24 члена Провинциального Совета[4]

### Исполнительная власть
- Председатель Администрации провинции Пхукет (Вастарин Пратмутваттапонг, นายวัชรินทร์ ปฐมวัฒนพงศ์)[5]
- Заместитель Председателя (Арии Сансом, นางอารีย์ แสนสม)
- Постоянный секретарь (Вастарин Пратмутваттапонг, นายวัชรินทร์ ปฐมวัฒนพงศ์)[5]

Отделы:
- Отдел по вопросам труда
- Департамент делового администрирования (Сунторн, นายสุนทร แทบทับ)
- Отдел планирования и бюджета (Ла Нат Кидчидиу, นางสาวฌลาณัฏฐ์ คิดใจเดียว)
- Отдел финансов (Канда, นางกานดา แทบทับ)
- Инженерный отдел (Вассана Шривай, นางวาสนา ศรีวิลัย)
- Отдел закупок и активов (Суван Чанпрасирикул, นายสุวรรณ จันปลั่งสิริกุล)
- Отдел туризма и спорта (Чутима Чан, นางชุติมา จันทร์มี)
- Отдел религиозных и культурных исследований (Кан Мани, นางกานต์มณี ศิลปะ)
- Отдел общественного здравоохранения (Арии Сансом, นางอารีย์ แสนสม)
- Отдел транспорта (Прасит Йотатрак, นายประสิทธิ์ โยธารักษ์)
- Отдел кадров (Суванна Сирипонгсив, นางสุวรรณา ศิริพงษ์รุ่งโรจน์)
- Внутренний аудит (Юнют Лейлавибулкуль, นายยงยุทธ ลักษณาวิบูลย์กุล)